# Rotherham United Football Club
Il Rotherham United Football Club, noto semplicemente come Rotherham United, è un club calcistico inglese con sede nella città di Rotherham, militante dal 2022 in Football League Championship (seconda divisione inglese); disputa le proprie partite casalinghe al New York Stadium.

## Storia
Nei campionati 1946-1947, 1947-1948 e 1948-1949 ha conquistato tre secondi posti consecutivi in Third Division North.
Nella stagione 1954-1955 ha concluso al terzo posto (ma alla pari con Birmingham City e Luton Town a quota 54 punti) il campionato di seconda divisione, sfiorando così la promozione in prima divisione ed ottenendo, di fatto, il suo miglior piazzamento di sempre nella piramide calcistica inglese.
Nella stagione 1960-1961 ha giocato (e perso) la finale di Coppa di Lega.
Con il secondo posto ottenuto nella Second Division 2000-2001 ha conquistato una promozione in seconda divisione.
Nella stagione 2008-2009 ha raggiunto la semifinale del Football League Trophy; l'anno seguente ha perso la finale dei play-off della Football League Two.
Nella stagione 2014-2015, grazie alla vittoria dei play-off nella Football League One 2013-2014, tornò a disputare il Football League Championship dopo nove stagioni di attesa e si salvò alla penultima giornata battendo in casa il Reading per 2-1. Dopo avere ceduto giocatori importanti tra cui Ben Pringle, Craig Morgan e Kári Árnason, protagonisti della risalita in seconda serie di due anni prima, la squadra, guidata da Neil Redfearn prima e da Neil Warnock poi (subentrato nel febbraio 2016 al primo, esonerato dopo sei sconfitte in otto partite), concluse il campionato 2015-2016 al 21º posto, salvandosi nuovamente. Nella stagione 2016-2017 la squadra retrocesse in terza serie. A nulla valsero due cambi in panchina: da Alan Stubbs a Kenny Jackett e da questi a Paul Warne.
Al termine della stagione 2017-2018 si piazzò al quarto posto in classifica e ottenne l'accesso alla finale dei play-off sconfiggendo in semifinale lo Scunthorpe United (2-2 e 2-0 nel doppio confronto). Ottenne la promozione battendo per 2-1 lo Shrewsbury Town in finale. La permanenza nella seconda serie del calcio inglese durò però solamente una stagione visto che i Millers retrocessero subito in League One, categoria che mantennero però solamente un anno, visto che il secondo posto dietro il Coventry City gli permise di ritornare in Championship. La Championship però si rivelò ancora un tabù per il Rotherham United che passò tutto il campionato a ridosso della zona salvezza, ma la retrocessione arrivò beffarda all'ultima giornata a causa di un gol subito al 90º minuto al Cardiff City Stadium, che regalò la salvezza al Derby County. Nella stagione 2021-2022 il club conquista un nuovo secondo posto in Football League One, ritornando così in Championship. Finalmente, nella Championship 2022-2023, i biancorossi ottengono la salvezza nella seconda serie inglese, con una giornata d'anticipo. Tuttavia, la stagione successiva, trovano una nuova retrocessione in terza serie già nel mese di aprile.

## Allenatori
| Nome            | Periodo | Nome                           | Periodo   |
| --------------- | ------- | ------------------------------ | --------- |
| Billy Heald     | 1925–29 | Billy McEwan                   | 1988-91   |
| Stan Davies     | 1929–30 | Phil Henson                    | 1991-94   |
| Billy Heald     | 1930–33 | John McGovern & Archie Gemmill | 1994-96   |
| Reg Freeman     | 1934–52 | Danny Begara                   | 1996-97   |
| Andy Smailes    | 1952–58 | Ronnie Moore                   | 1997-2005 |
| Tom Johnston    | 1958–62 | Mick Harford                   | 2005      |
| Danny Williams  | 1962–65 | Alan Knill                     | 2005-07   |
| Jack Mansell    | 1965–67 | Mark Robins                    | 2007-09   |
| Tommy Docherty  | 1967–68 | Ronnie Moore                   | 2009-11   |
| Jim McAnearney  | 1968–73 | Andy Scott                     | 2011-12   |
| Jimmy McGuigan  | 1973–79 | Steve Evans                    | 2012-15   |
| Ian Porterfield | 1979–81 | Neil Redfearn                  | 2015-16   |
| Emlyn Hughes    | 1981–83 | Neil Warnock                   | 2016      |
| George Kerr     | 1983–85 | Alan Stubbs                    | 2016      |
| Norman Hunter   | 1985-87 | Kenny Jacket                   | 2016      |
| John Breckin    | 1987    | Paul Warne                     | 2016-22   |
| Dave Cusack     | 1987-88 |                                |           |

## Palmarès

### Competizioni nazionali
- Third Division North: 1

1950-1951
- Third Division: 1

1980-1981
- Campionato inglese di quarta divisione: 1

1988-1989
- Football League Trophy: 2

1995-1996, 2021-2022

### Altri piazzamenti
- Campionato inglese di quarta divisione:

Secondo posto: 1991-1992, 1999-2000, 2012-2013
Terzo posto: 1974-1975

## Statistiche
- Maggior vittoria in campionato: 8 – 0 contro l'Oldham al Millmoor, Division 3 North, 26 maggio 1947[3]
- Maggior vittoria in coppa: 6 – 0 (contro Spennymoor Utd,[4] FA Cup 2nd round, 17 dicembre 1977, v Wolves FA Cup 1 round,[5] 16 novembre 1985, contro King's Lynn,[6] FA Cup 2nd round, 6 dicembre 1997)
- Maggior sconfitta: 1–11 contro il Bradford City, Division 3 North, 25 agosto 1928[7]
- Partita con maggior spettatori al Millmoor: 25.170 contro Sheff Utd, Football League Second Division, 13 dicembre 1952
- Partita con maggior spettatori al Don Valley Stadium: 7.082 contro Aldershot Town (19 maggio 2010) Football League Two play-offs[8]
- Partita con maggior spettatori al the New York Stadium: 11,758 contro lo Sheffield United (7 settembre 2013) Football League One
- Maggior punti in campionato: 91, Division 2, 2000–01
- Maggior gol in campionato: 114, Division 3 (N), 1946–47
- Maggior marcatore in campionato: Gladstone Guest, 130 gol in campionato, tra il 1946 e il 1956
- Maggior marcatore in coppa:
- Miglior marcatore in una stagione:
- Maggior gol in una partita: 5 di Jack Shaw contro Darlington, 25 novembre 1950
- Giocatore con maggior trofei: Shaun Goater (18 trofei per il Bermuda)[9]
- Maggior presenze: Danny Williams, 459 partite di campionato, 621 totale partite[10]
- Giocatore più giovane: Kevin Eley, 16 anni e 71 giorni, 15 maggio 1984
- Trasferimento più costoso: £250,000 per Jordan Bowery
- Trasferimento più remunerato: £850,000 dal Cardiff City per Alan Desmond Lee
- Incasso più alto: £106,182 Southampton FA Cup 3rd round, 16 gennaio 2002

## Organico

### Rosa 2024-2025
| N. |                        | Ruolo | Calciatore           |
| -- | ---------------------- | ----- | -------------------- |
| 1  | Inghilterra (bandiera) | P     | Cameron Dawson       |
| 2  | Irlanda (bandiera)     | D     | Joe Rafferty         |
| 3  | Inghilterra (bandiera) | D     | Cohen Bramall        |
| 4  | Scozia (bandiera)      | C     | Liam Kelly           |
| 5  | Inghilterra (bandiera) | D     | Sean Raggett         |
| 6  | Inghilterra (bandiera) | D     | Reece James          |
| 7  | Inghilterra (bandiera) | C     | Joe Powell           |
| 8  | Inghilterra (bandiera) | A     | Sam Nombe            |
| 9  | Giamaica (bandiera)    | A     | Jonson Clarke-Harris |
| 10 | Inghilterra (bandiera) | A     | Jordan Hugill        |
| 11 | Inghilterra (bandiera) | C     | Andre Green          |
| 12 | Inghilterra (bandiera) | C     | Mallik Wilks         |
| 14 | Scozia (bandiera)      | C     | Alex MacDonald       |

| N. |                             | Ruolo | Calciatore         |
| -- | --------------------------- | ----- | ------------------ |
| 16 | Scozia (bandiera)           | C     | Zak Jules          |
| 17 | Inghilterra (bandiera)      | C     | Shaun McWilliams   |
| 19 | Inghilterra (bandiera)      | A     | Detlef Esapa Osong |
| 20 | Inghilterra (bandiera)      | P     | Dillon Phillips    |
| 21 | Inghilterra (bandiera)      | A     | Joseph Hungbo      |
| 22 | Inghilterra (bandiera)      | C     | Hakeem Odoffin     |
| 23 | Inghilterra (bandiera)      | C     | Jack Holmes        |
| 24 | Inghilterra (bandiera)      | D     | Cameron Humphreys  |
| 27 | Costa d'Avorio (bandiera)   | C     | Christ Tiéhi       |
| 30 | Scozia (bandiera)           | D     | Jamie McCart       |
| 34 | Irlanda del Nord (bandiera) | C     | Ciaran McGuckin    |
| 37 | Inghilterra (bandiera)      | D     | Jake Hull          |

### Staff tecnico
- Steve Evans - Allenatore
- Paul Raynor - Vice allenatore
- Alasdair Lane - Preparatore atletico
- Ian Pledger - Preparatore dei portieri